# كارما

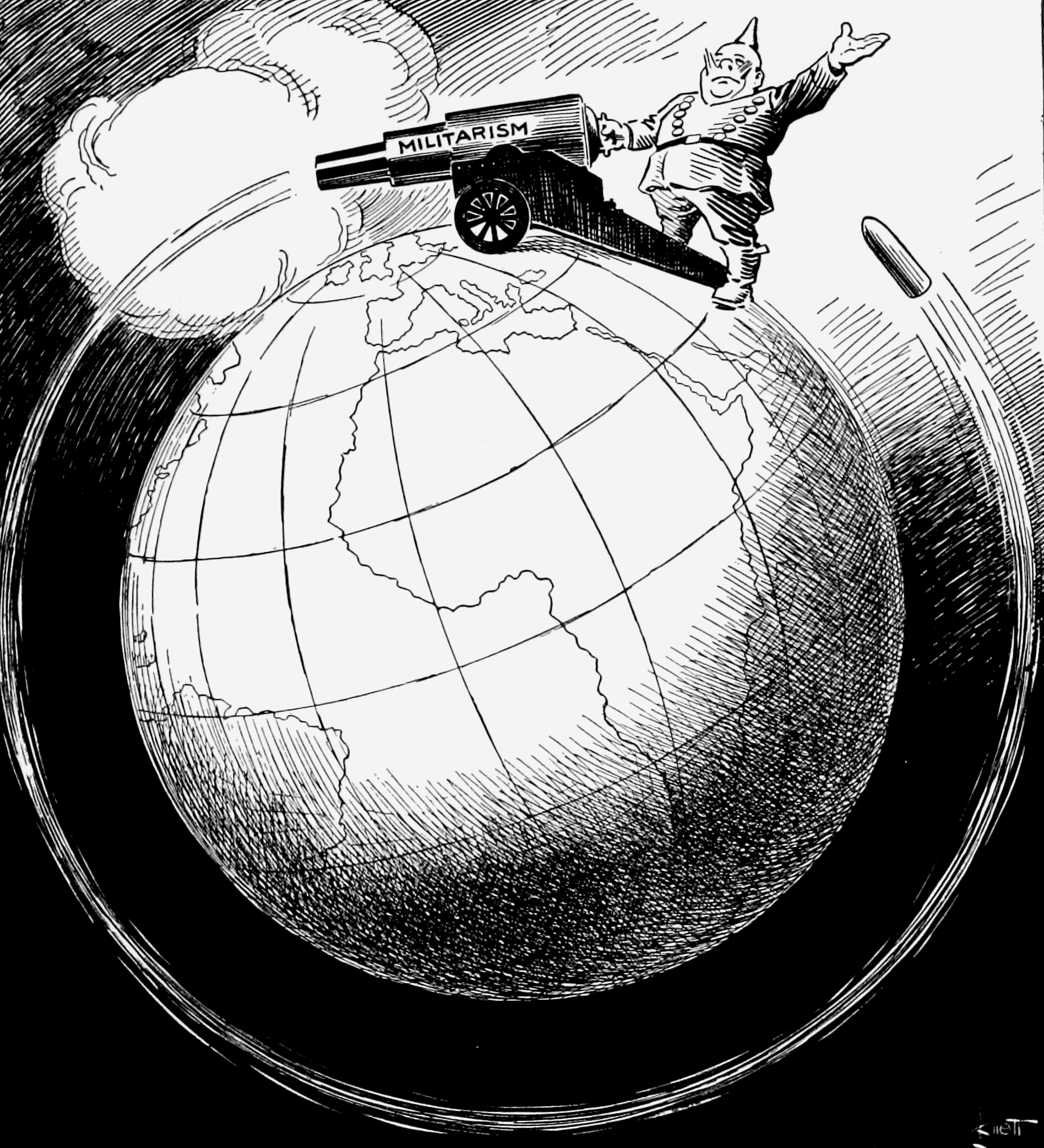
"أنه يطلق النار أبعد مما تحلم"، بريشة جون إف نوت عام 1918

الكَرْمَا (بالسنسكريتية: कर्म) (نقحرة: كارما) أو تناقل السيرة وتعني العمل أو المصير أو الفعل، هي مفهوم أخلاقي في المعتقدات الهندوسية والبوذية واليانية والسيخية والطاوية. ويشير إلى مبدأ السببية حيث النوايا والأفعال الفردية تؤثر على مستقبل الفرد. حسن النية والعمل الخير يسهم في إيجاد الكرما الجيدة والسعادة في المستقبل، النية السيئة والفعل السيئ يسهم في إيجاد الكرما السيئة والمعاناة في المستقبل. وترتبط الكرما مع فكرة الولادة الجديدة في الديانات الهندية.
يطلق لفظ كرما على الأفعال التي يقوم بها الكائن الحي، والعواقب الأخلاقية الناتجة عنها. إن أي عملٍ، خيِّرا كان أو شّرا، وأي كان مصدره، فعل، قول أو مجرد فكرة، لا بد أن تترتب عنه عواقب، ما دام قد نَتَج عن وعي وإدراك مسبوق. وتأخذ هذه العواقب شكل ثمارٍ تنمو، وبمجرد أن تنضج تسقط على صاحبها، فيكون جزائُه إما الثواب أو العِقاب. قد تطول أو تقصر المدة التي تتطلبها عملية نضوج الثمار (أو عواقب الأعمال)، فالكرما هي قانون الثواب والعقاب المزروع في باطن الإنسان.

## تعاريف ومعان
الكارم هي «الفعل» أو «العمل» أو «الصنيع» أو «التصرف» المُنفَذ، وهي أيضًا «الغاية» و«النية». يفسر فيلهيلم هالبفاس الكرما (كرمان) عبر مقارنتها بكلمة سنسكريتية أخرى هي كريا. كلمة كريا تعني العملية جنبًا إلى جنب مع الخطوات والجهد أثناء العمل، في حين أن كرما تعني (1) الفعل المُنجز كنتيجة لتلك العملية، بالإضافة إلى (2) نية الفاعل خلف الفعل المُنجز أو الفعل المُخطط له (يصفها بعض الباحثين بأنها بقايا ميتافيزيقية باقية في الفاعل). الفعل الجيد يخلق كرما جيدة، كما تفعل النية الجيدة. الفعل السيئ يخلق كرما سيئة، كما تفعل النية السيئة.
تشير الكرما أيضًا إلى مبدأ نظري نشأ في الهند، غالبًا ما يطلق عليه بصورة وصفية اسم مبدأ الكرما، وفي بعض الأوقات نظرية الكرما أو قانون الكرما. في سياق النظرية، الكرما معقدة ومن الصعب تعريفها. تستقي مدارس علم الهنديات المختلفة تعاريفًا مختلفة لمفهوم الكرما من النصوص الهندية القديمة؛ تعريفهم هو مزيج ما بين (1) السببية التي قد تكون أخلاقية أو غير أخلاقية؛ (2) التخليق (إضفاء الطابع الأخلاقي)، أي أن للأعمال الجيدة والسيئة عواقب؛ و (3) الولادة الثانية. يضمّن علماء الهنديات الآخرين في تعريف نظرية الكرما ما يفسر الظروف الحالية لفرد ما بالرجوع إلى أفعاله في الماضي. قد تكون هذه الأفعال من الحياة الحالية لشخص ما، أو، في بعض مدارس الطرائق الهندية، قد تكون من حيواته السابقة؛ علاوة على ذلك، قد تقع العواقب في الحياة الحالية للشخص أو في حيواته القادمة. يعمل قانون الكرما مستقلًا عن أي إله أو إجراء من إجراءات الحساب الإلهي.
تبرز صعوبة التوصل إلى تعريف للكرما نتيجة تنوع الآراء بين مدارس الهندوسية؛ يعتبر بعضها، على سبيل المثال، الكرما والولادة الثانية مرتبطتان وجوهريتان في الوقت ذاته، ويعتبر البعض الكرما جوهرية فقط دون الولادة الثانية، وهناك قلة يناقشون ويخلصون إلى أن الكرما والولادة الثانية خيال مغلوط. تمتلك كل من البوذية والجاينية مبادئ الكرما الخاصة بها. بالتالي، لا تمتلك الكرما تعريفًا واحدًا، بل عدة تعاريف وعدة معانٍ. إنه مفهوم يتباين معناه، وأهميته واتساعه بين الهندوسية والبوذية والجاينية والطرائق الأخرى التي نشأت في الهند، والمدارس المتعددة الخاصة بكل من هذه الطرائق. تزعم أوفلاهيرتي أنه، إضافة إلى ذلك، هناك سجال ما زال مستمرًا فيما يخص ما إذا كانت الكرما نظرية، أم قاعدة، أم صيغة، أم مجازًا، أم موقفًا ميتافيزيقيًا.
تتشاطر نظرية الكرما كمفهوم، عبر مختلف الطرائق الدينية الهندية، عدة موضوعات مشتركة: السببية، والتخليق والولادة الثانية.

### السببية
مبدأ السببية هو أحد المواضيع المشتركة بين نظريات الكرما. يبرز أقدم ارتباط بين الكرما والسببية في كتاب بريهادارانياكا أوبانيشاد الهندوسي. مثلًا، ينص عند المقطع 4.4.5 – 6:
«الآن وقد غدا رجلًا، الأمر إما هكذا، أو كذاك،
طبق ما يفعل ووفق سلوكه، يصير؛
رجل طيب الفِعال يصير طيبًا، وخبيثها يصير خبيثًا؛
يصفا بصفاء صنائعه، ويفسد بفسادها؛
يُقال هنا أن المرء مجبول من رغبات،
وكما تكون رغبته، تكون إرادته؛
وكما تكون إرادته، تكون صنيعته؛
وسيحصد، أيّما زرعه».

- بريهادارانياكا أوبانيشاد، القرن السابع ق.م.
العلاقة بين الكرما والسببية فكرة أساسية في كل مدارس الفكر الهندوسي والجايني والبوذي. نظرية الكرما كما يرى مبدأ السببية هي أن (1) أفعال فرد ما المنفَذة تؤثر عليه وعلى الحياة الي يعيشها، و (2) نوايا فرد ما تؤثر عليه وعلى الحياة التي يعيشها. لا تعطي الأفعال الفاترة، أو الأفعال غير المتعمدة التأثير الكارميّ الإيجابي أو السلبي ذاته، الذي تعطيه الأفعال المعنيّة أو العمديّة. في البوذية، على سبيل المثال، الأفعال التي تُنفذ، أو تطرأ، أو تنشأ دون أي نية سيئة، كالطمع، تُعتبر غير قائمة في التأثير الكارميّ أو محايدة في تأثيرها على الفرد.
من السمات السببية الأخرى التي تتشاركها نظريات الكرما، هي أن الصنائع المتشابهة تقود إلى تأثيرات متشابهة. بالتالي تنتج الكرما الجيدة أثرًا جيدًا على الفاعل، في حين تنتج الكرما السيئة أثرًا سيئًا. قد يكون الأثر ماديًا أو أخلاقيًا أو عاطفيًا، أي أن كرما المرء تؤثر على سعادته وشقائه. ليس من الضروري أن يكون أثر الكرما مباشرًا؛ قد يقع تأثيرها لاحقًا في حياة المرء، أو يمتد إلى حيوات قادمة وفق بعض المدارس.
يمكن وصف عواقب أو تأثيرات كرما المرء في صيغتين: بهالات وسامسكارات. البهالا (تعني حرفيًا، ثمرة أو نتيجة) هي التأثير المرئي أو غير المرئي الذي يكون إجمالًا مباشرًا أو ضمن الحياة الحالية. وعلى النقيض، السامسكارا هي تأثير غير مرئي، تُنتجه الكرما داخل الفاعل، يحول العميل ويؤثر على قدرته على السعادة أو الشقاء في هذه الحياة والحيوات المستقبلية. غالبًا ما تُطرح نظرية الكرما في سياق السامسكارات.
يمكن فهم مبدأ الكرما، كما يقترح كارل بوتر، كمبدأ في علم النفس والعادة. تغرس الكرما عادات (فاسانا)، والعادات تخلق طبيعة الإنسان. تغرس الكرما إدراك الذات أيضًا، ويؤثر الإدراك على طريقة مواجهة المرء للأحداث الحياتية. يؤثر كل من إدراك الذات والعادات على مسار حياة المرء. كسر العادات السيئة ليس أمرًا سهلًا: يتطلب جهدًا كارميًا واعيًا. بالتالي يربط كل من النفس والعادة، وفقًا لبوتر وآخرين، الكرما بالسببية في الأدب الهندي القديم. يمكن مقارنة فكرة الكرما بمفهوم «شخصية» الشخص، إذ أن الاثنين تقييمات للشخص ويحددهما تفكير الشخص المعتاد وفعله.

### الكرما والتخليق
التخليق هو الموضوع الثاني المشترك بين نظريات الكرما. يبدأ هذا مع افتراض أن لكل فعل عاقبة، سيجنيها الشخص إما في هذه الحياة أو القادمة منها؛ وهكذا، فالأفعال الجيدة أخلاقيًا سيكون لها عواقب إيجابية، بينما تنتج الأفعال السيئة نتائج سلبية. وهكذا يمكن تفسير الوضع الراهن لفرد ما بالرجوع إلى أفعال فعلها في حياته الحالية أو في حيوات سابقة. الكرما ليست «ثوابًا أو عقابًا» بذاتها، لكنها القانون الذي ينتج العاقبة. يقول هالبفاس، تُعتبر الكرما الجيدة دارما وتقود إلى بونيا (الفضيلة)، في حين تعتبر الكرما السيئة أدارما وتقود إلى باب (الدنيئة، الخطيئة).
يقترح رايخنباخ أن نظريات الكرما هي نظريات أخلاقية. هذا لأن باحثي الهند القدماء ربطوا النية والفعل الحقيقي بالفضيلة، والثواب، والدنيئة بالعقاب. نظرية دون افتراض أخلاقي من شأنها أن تكون علاقة سببية صافية؛ أي أن الفضيلة والثواب أو الدنيئة والعقاب ستكون متشابهة إذا صرفنا النظر عن نية الفاعل. في الأخلاق، لنوايا المرء، ومواقفه ورغباته أهمية في تقييم فعله. حيث تكون النتائج غير متعمدة، يكون وقع مسؤوليتها الأخلاقية أخف على الفاعل، حتى وإن كان من الممكن للمسؤولية السببية أن تكون ذاتها مهما يكن. لا تأخذ نظرية كرما الفعل فقط بعين الاعتبار، بل نية الفاعل أيضًا، وموقفه، ورغباته قبل الإقدام على الفعل وأثناءه. بالتالي يحث مفهوم الكرما كل شخص على السعي خلف حياة أكثر أخلاقيةً، وعلى تجنب حياة غير أخلاقية. وهكذا يكون مفهوم وأهمية الكرما بمثابة لبنات لنظرية أخلاقية.